# Мустамяє
Мустамяє — частина міста Таллінна.
Будівництво першого в Таллінні великого району панельних будинків почалося в 1962 році. Крім підхожих будівельно-геологічних умов вирішальними факторами при виборі місця стали навколишній сосновий ліс, косогори і сусідство з районами відпочинку. Вся забудова Мустамяє була готова практично за останні 20-30 років.
Район Мустамяє як незалежну адміністративно-територіальну дільницю засновано влітку 1993 року, коли було затверджено його межі, статут і структуру. Адміністративна територія нинішнього Мустамяє становить приблизно 8 км², на яких розташовано 470 багатоповерхівок: в основному це п'яти- і дев'ятиповерхові панельні будинки.
Чисельність жителів Мустамяє на 1 січня 2010 року становило 64 113. За цим показником Мустамяє — другий з восьми столичних районів услід за Ласнамяє. До центру міста від Мустамяє 5 км, він межує з районами Гааберсті, Нимме і Крістійне.

## Географія та мікрорайони
Розташований за 5 кілометрів на південний захід від центру Таллінна, на дюнистій місцевості під схилом пагорба Мустам'ягі. Межує на півдні з районом Нимме, на півночі — з Гааберсті, на сході — з Крістійне. Від центру міста до району приблизно 5  км. Основні вулиці: бульвар Сипрузе (у перекладі з естонської бульвар Дружби), Гансена Таммсааре), Акадеемія, Ехітаяте, Кадака, Мустамяе, Сютісте, Вільде (названа на честь естонського письменника Едуарда Вільде), Ретке, Тервізе.
Площа Мустам'яє становить 8,09 км2. Район включає 4 мікрорайони: Кадака, Мустамяє, Сійлі і Сяез.